# Limerzel
Limerzel (Gallo Lismèrzer, bretonisch Lizmerzher) ist eine französische Gemeinde mit 1.306 Einwohnern (Stand 1. Januar 2022) im Département Morbihan in der Region Bretagne.

## Geografie
Limerzel liegt rund 31 Kilometer östlich von Vannes im Südosten des Départements Morbihan. Das Gemeindegebiet wird vom Fluss Trévelo durchquert.
Nachbargemeinden sind Malansac im Norden, Caden im Osten, Péaule im Süden, Le Guerno und Noyal-Muzillac im Südwesten sowie Questembert im Westen.

## Bevölkerungsentwicklung
| Jahr                       | 1962 | 1968 | 1975 | 1982 | 1990 | 1999 | 2006 | 2012 | 2019 |
| Einwohner                  | 1425 | 1339 | 1265 | 1229 | 1178 | 1134 | 1208 | 1332 | 1312 |
| Quellen: Cassini und INSEE |      |      |      |      |      |      |      |      |      |